# アバーン・ブン・マルワーン
アブー・ウスマーン・アバーン・ブン・マルワーン・ブン・アル＝ハカム（アラビア語: أبو عثمان أبان بن مروان بن الحكم, ラテン文字転写: Abū ʿUthmān Abān b. Marwān b. al-Ḥakam, 生没年不詳）は、ウマイヤ朝の王族であり、ウマイヤ朝の統治下でパレスチナの総督を務めた人物である。

## 経歴
アバーンはウマイヤ朝のカリフのマルワーン1世（在位：684年 - 685年）と第3代正統カリフのウスマーン・ブン・アッファーン（在位：644年 - 656年）の娘であるウンム・アバーン・アル＝クブラーの間に生まれた。アバーンの異母兄弟にあたるアブドゥルマリク（在位：685年 - 705年）は、在任期間は不明であるものの、アバーンをパレスチナ（ジュンド・フィラスティーン）の総督とダマスクス（ジュンド・ディマシュク）の管轄下にあるバルカーの総督に任命した。歴史家のモシェ・ギルによれば、アバーンは後にジュンド・アル＝ウルドゥンの総督に任命された。イラクと東部諸州の総督としてウマイヤ朝における最も影響力のある人物の一人であったアル＝ハッジャージュ・ブン・ユースフは、アバーンのシュルタ（治安部隊）でその経歴を開始した。アバーンはマフズーム家出身の軍司令官であるアル＝ハーリス・ブン・ヒシャームの孫娘のザイナブ・ビント・アブドゥッラフマーンと結婚した。ザイナブはアバーンの子供たちを産んだが、史料において子供たちの名前の記録はみられない。